# Homosexualität in Jordanien

Geografische Lage von Jordanien

In Jordanien ist Homosexualität gesetzlich legal, wird aber in der Öffentlichkeit gesellschaftlich tabuisiert.

## Legalität
Homosexualität wurde 1951 durch Reform des jordanischen Strafgesetzbuches legalisiert. Das Schutzalter liegt bei 18 Jahren.

## Antidiskriminierungsgesetze
Antidiskriminierungsgesetze zum Schutz der sexuellen Orientierung bestehen in Jordanien nicht.

## Anerkennung gleichgeschlechtlicher Paare
In Jordanien ist weder eine gleichgeschlechtliche Ehe noch eine Eingetragene Partnerschaft gesetzlich zugelassen. Eine gesetzliche Anerkennung gleichgeschlechtlicher Paare staatlicherseits steht bisher aus.

## Gesellschaftliche Situation
Eine homosexuelle Gemeinschaft konnte sich bisher in Jordanien aufgrund des gesellschaftlichen Drucks nicht bilden und ist nur in der Hauptstadt Amman im privaten Umfeld vorhanden. Eine LGBT-Bürgerrechtsorganisation besteht in Jordanien nicht. Für Jordanien existiert ein Online-LGBT-Magazin sowie verschiedene LGBT-Blogs zu Jordanien.